# كبريتيد الغاليوم الثنائي
 كبريتيد غاليوم  (بالإنجليزية:  Gallium(II) sulfide)‏ مركب كيميائي له الصيغة GaS، ويكون على شكل بلورات صفراء .